# تيثونيا متنوعة الأوراق
تيثونيا متنوعة الأوراق أو تيثونيا ديفيرسيفوليا (بالإنجليزية: Tithonia diversifolia)‏ هي نوع من النباتات المزهرة ينتمي إلى عائلة النجمية (بالإنجليزية: Asteraceae)‏. 
تُعرف بأسماء شائعة مثل قطيفة الشجر (بالإنجليزية: Tree marigold)‏، وتورنيسول المكسيكي (بالإنجليزية: Mexican tournesol)‏، وعباد الشمس المكسيكي (بالإنجليزية: Mexican sunflower)‏، وعباد الشمس الياباني (بالإنجليزية: Japanese sunflower)‏، وأقحوان نيتوبي (بالإنجليزية: Nitobe chrysanthemum)‏.
يرجع أصل النبات إلى المكسيك، وأظهرت الأبحاث احتوائه لفوائد قد تعود بالنفع على المزارعين الفقراء في أفريقيا. يُعتبر هذا النبات من الحشائش سريعة النمو وقد أصبح خيارًا ميسور التكلفة بدل الأسمدة الاصطناعية باهظة الثمن. كما تبين أنه يرفع من إنتاجية المحاصيل ويحسن من توافر العناصر الغذائية في التربة مثل النيتروجين، والفوسفور، والبوتاسيوم.

## الوصف
يبلغ ارتفاع نبتة تيثونيا متنوعة الأوراق أو تيثونيا ديفيرسيفوليا (بالإنجليزية: Tithonia diversifolia)‏ حوالي 2–3 أمتار (6.6–9.8 أقدام)، وتتميز بسيقان قائمة وأحيانًا خشبية على هيئة شجيرات متخشبة. أوراقها بيضوية الشكل تقريبًا، مسننة، حادة الأطراف، يتراوح طولها بين 10 و40 سم، وقد تكون بسيطة أو في الغالب مكونة من 3-7 فصوص، ذات غدد صغيرة، ولها مظهر رمادي خفيف من الأسفل. تنمو الأوراق بشكل متبادل على جانبي الساق، وهو السبب وراء اسمها "ديفيرسيفوليا" الذي يعني "الأوراق المختلفة".
أزهارها كبيرة وجذابة، وتفوح منها رائحة العسل، وتكون صفراء إلى برتقالية اللون، ويتراوح عرضها بين 5 و15 سم وطولها بين 10 و30 سم. تزهر في فصل الربيع، لكن يخف ذلك خلال الخريف وبدايات الشتاء.
تنتشر بذورها بواسطة الرياح، والماء، والحيوانات. البذور من نوع الفقيرات، رباعية الزوايا، ويبلغ طولها حوالي 5 ملم.  

## التاريخ والجغرافيا

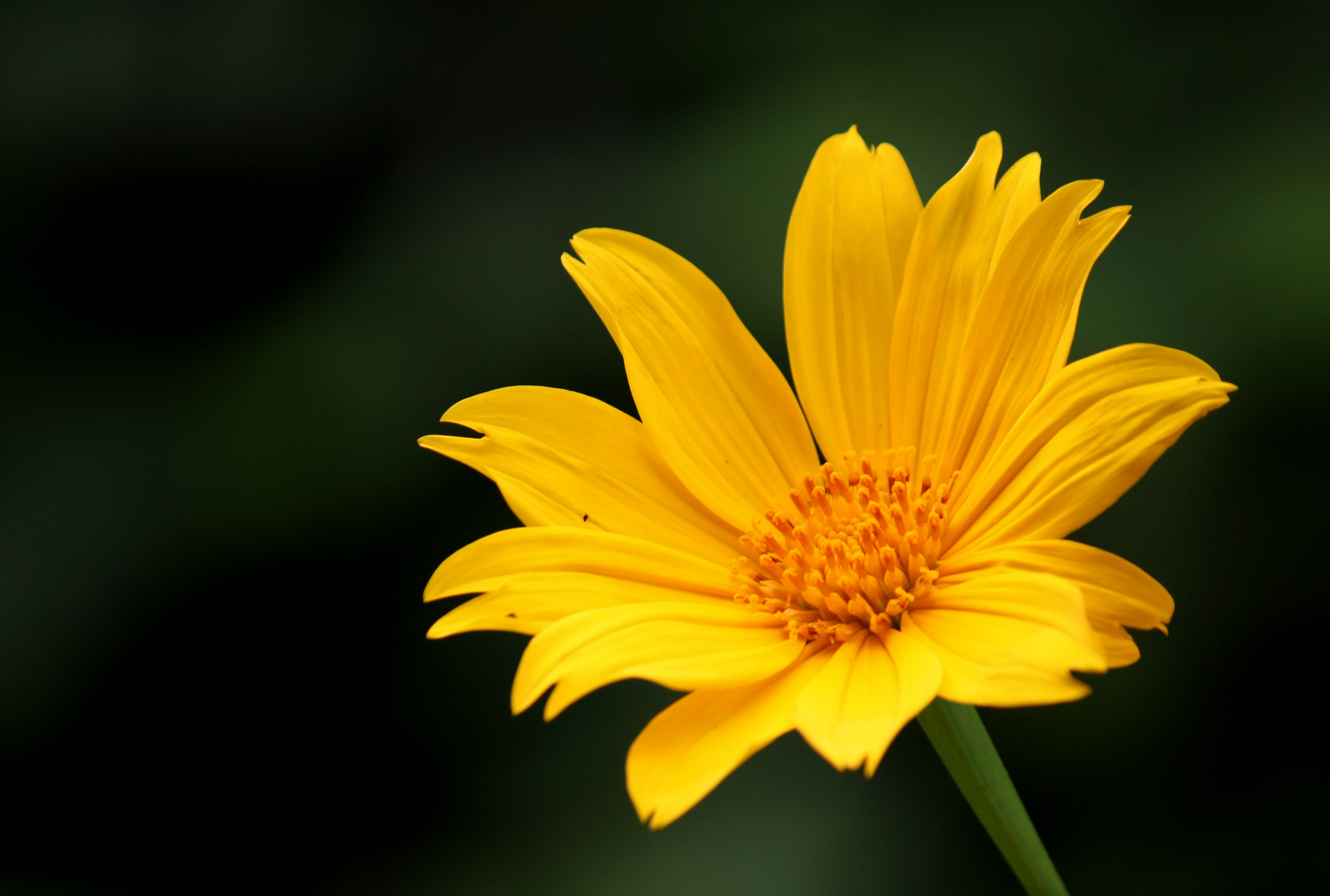
تفاصيل الزهرة

وقع تدجين هذه النبتة في الأصل في المكسيك وانتشرت إلى أجزاء أخرى من أمريكا الوسطى وأمريكا الجنوبية والولايات المتحدة. تم جلبها إلى أجزاء من أفريقيا و آسيا الستعمالها في الزينة فأصبحت نبتة غازية انتشرت على نطاق واسع. توجد عادة في المناطق التي يتراوح ارتفاعها بين 550 مترًا و1950 مترًا. وغالبًا ما توجد مبعثرة بين الأنهار وجنبات الطرق. في آسيا و أمريكا اللاتينية، يُشار إلى هذه النبتة أيضًا باسم كيمبانغ بولان (بالإندونيسية والجاوية)، جالاكاتي (بالإسبانية)، بواتونغ (بالتايلندية)، ودَا كوي (بالفيتنامية).
رغم أن نبتة تيثونيا متنوعة الأوراق تتمتع بقدرة على تحمل الجفاف، إلا أن كمية الأمطار التي تتلقاها الأقاليم شبه الاستوائية في أفريقيا قد لا تكون كافية لدعم نمو هذه الكتلة الحيوية. تنمو نبتة تيثونيا متنوعة الأوراق حاليًا في المناطق الرطبة وشبه الرطبة في أفريقيا. وتجدر الإشارة إلى أنه لم يتم العثور على دليل يشير إلى محاولة زراعتها في الظروف الصحراوية.

## الزراعة

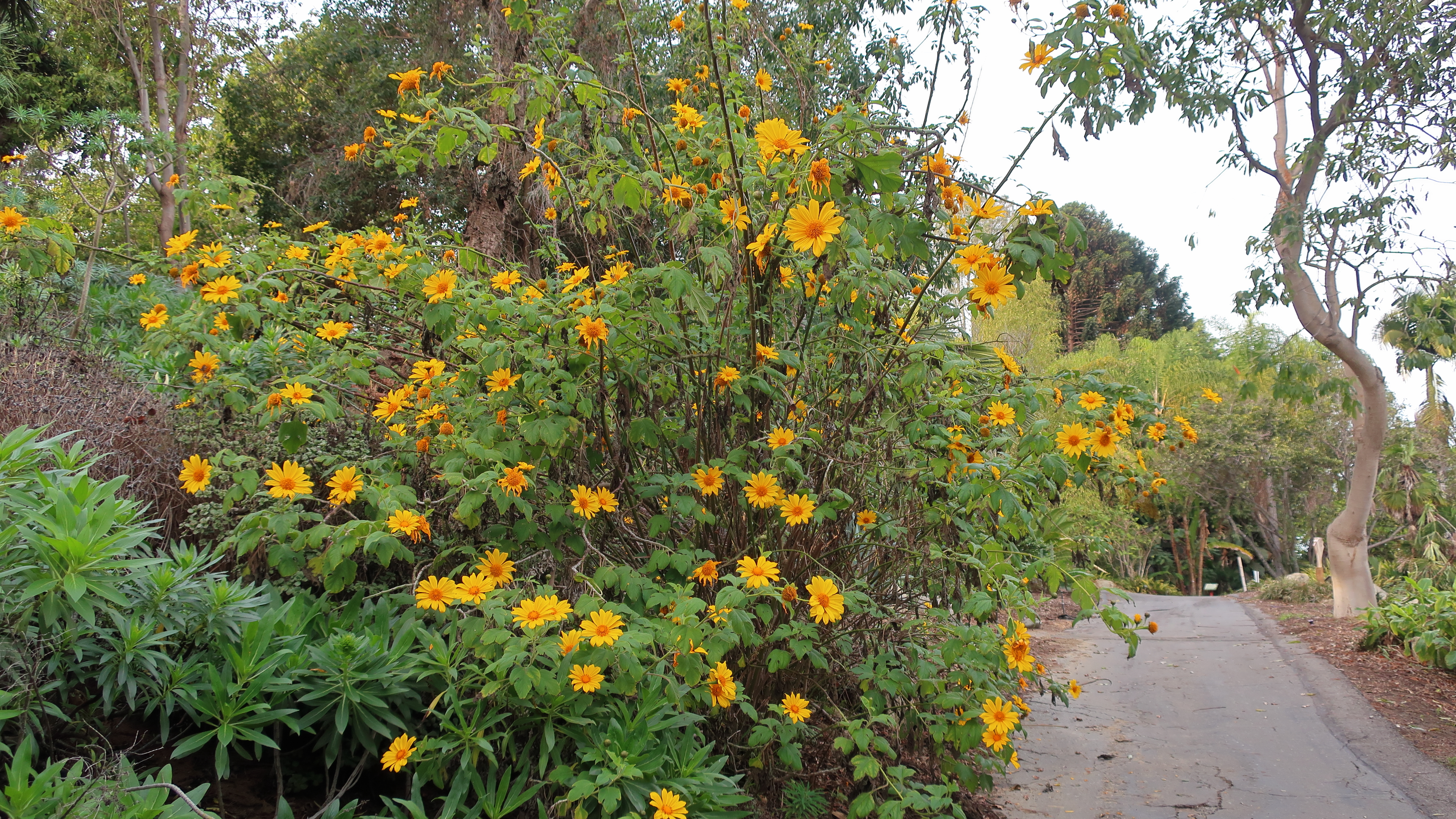
شجيرة

يمكن لتيثونيا متنوعة الأوراق النمو في العديد من الظروف البيئية المختلفة. تتمتع بقدرة على تحمل الجفاف. من الأفضل زراعتها في المناطق التي تستقبل أمطارا سنوية تتراوح بين 1000 و2000 مم ودرجة حرارة تتراوح بين 15 و31 درجة مئوية.
لا تحتاج هذت النبتة إلى كمية كبيرة من العناصر الغذائية. بما أنها من الأعشاب الضارة فإنها سريعةالانتشار، مما يمكن من استخدامها كمحصول علف في أنظمة الرعي أو القطع والنقل.

## العوائد الاقتصادية
تشير دراسة أجريت على استخدام هذا السماد الأخضر على نباتات الطماطم إلى أن هذه طريقة مفيدة لزيادة إنتاج المحاصيل من أجل الاستفادة من ثروة المزارع.  ولكن هذا لا ينفي ضرورة إلقاء نظرة جادة على متطلبات العمل. توصلت دراسة مختلفة إلى أن الطلب الإجمالي على العمالة في زراعة الذرة مقارنة بالآفاق المالية ليس مجديًا، وخاصة في المناطق التي لا يمكن التنبؤ بهطول الأمطار فيها. 
أظهرت دراسة حول استخدام هذا السماد الأخضر على نباتات الطماطم إمكانية استخدامه بطريقة فعالة لزيادة محاصيل الزراعات بما يعود بالنفع على ثروة الفلاح. ومع ذلك، فإن هذا النهج لا يخلو من تحديات تتعلق بمتطلبات العمل. دراسة أخرى وجدت أن استعماله كسماد في محاصيل الذرة، قد لا يعود بالنفع بسبب ما يتطلبه من يد عاملة مقابل ما يذره من مال، خاصة في المناطق التي تشهد أمطارًا غير منتظمة.
وتوصلت الدراسة نفسها أيضًا إلى أن زراعة تيثونيا متنوعة الأوراق على أراضي المزارعين غير مفيد من الناحية الاقتصادية. ويفضل بدلاً من ذلك حصاده من مكان خارج الموقع ونقله إلى الحقول. وبحسب هذه الدراسة فقد حققت الحقول التي تلقت سماد الفسفور فقط دخلاً للمزارع بلغ 50 دولاراً أمريكياً للهكتار. وعندما تم استعمال تيثونيا متنوعة الأوراق فقط، ارتفع هذا الدخل إلى 494 دولارًا أمريكيًا للهكتار. وتعتبر النتائج الأخيرة مرتفعة فقد أظهرت دراسة أخرى زيادة قدرها 116 دولارًا أمريكيًا للهكتار فقط.
إن عملية حصاد وتوزيع هذا الأسمدة على الأرض يدويًا تتطلب جهدًا كبيرًا. يتم الحصول على أفضل المحاصيل عندما يتم زراعة تيثونيا متنوعة الأوراق خارج الأرض بحيث لا تستهلك مساحة كبيرة للنمو. وعليه فعندما عندما يؤخذ في عين الاعتبار الوقت المستغرق في العمل، فإن هذا النهج قد لا يكون مفيدًا للمزارع.

## الكتلة الحيوية
يمكن استخدام نبات تيثونيا متنوعة الأوراق كسماد حيوي عضوي. تشير الكتلة الحيوية إلى المواد المشتقة من النبات، مثل أوراقه، والتي يتم دمجها في التربة كسماد جاف. نظرًا لأن استخدامه كسماد يتطلب عمالة عالية، يوصى باستخدامه مع المحاصيل ذات القيمة العالية مثل الطماطم والكرنب والجزر والذرة. ولتحقيق ذلك يُزرع النبات أولاً في سياج حول حواف أراضي الحصاد. ومن المهم الاحتفاظ بأقصى قدر من المساحة المزروعة التي يمتلكها المزارع. يمكن إزالة السيقان الخضراء والأوراق والزهور من النبات في الوقت الذي يختاره المزارع، على الرغم من أنه يوصى بعملية الإزالة هاته كل 5 أشهر من أجل توفير كمية وفيرة من العناصر الغذائية في الكتلة الحيوية. يمكن أيضًا استخدام الكتلة الحيوية كغطاء ويمكن تركها فوق التربة لتتحلل في الأرض. لقد وجد أن الكتلة الحيوية من النبات تتحلل بسرعة وتطلق العناصر الغذائية بسرعة.
عند إضافة النشارة أو الكتلة الحيوية إلى التربة، يجب أن يتم تطبيقها بكمية لا تقل عن طن واحد لكل هكتار من الأرض. ومع ذلك، يتم الحصول على أفضل عائد عند تطبيق 5 أطنان / هكتار. الجانب السلبي هنا هو أن هناك حاجة إلى الكثير من أوراق الشجر لتغطية مساحة صغيرة من الأرض لأنها تحتوي على نسبة عالية من الماء. سيؤدي خلط هذه الكتلة الحيوية مع الأسمدة الاصطناعية إلى إنتاجية أعلى. وجدت إحدى الدراسات أنه عند تطبيق التيثونيا مع السوبر فوسفات الثلاثي (TSP) زادت الغلة بنسبة 220٪ مقارنة باختبار التحكم الذي يحتوي فقط على سماد نيتروجين غير عضوي (اليوريا).  عند استخدام تيثونيا متنوعة الأوراق يجب استكماله بسماد يحتوي على المغنيسيوم لأن هذا العنصر الغذائي يفتقر إلى الكمية عند مقارنته بالأسمدة الخضراء الأخرى. 
عند وضع النشارة أو الكتلة الحيوية على التربة، يجب وضع حد أدنى مقداره طن واحد لكل هكتار من الأرض. ومع ذلك، فإنه يمكن استخلاص أفضل المحاصيل عندما يتم تطبيق 5 أطنان لكل هكتار. الجانب السلبي هنا هو أن تغطية مساحة صغيرة من الأرض يتطلب كمية كبيرة من الأوراق مطلوبة بسبب محتواها العالي من المياه. إن مزج هذه الكتلة الحيوية مع سماد صناعي سيعزز من المحاصيل. أظهرت دراسة أنه عند تطبيق تيثونيا مع السوبر فوسفات الثلاثي (TSP)، زادت المحاصيل بنسبة 220% مقارنةً باختبار استخدم فيه فقط سماد نيتروجيني غير عضوي (اليوريا). عند استخدام تيثونيا متنوعة الأوراق، يجب إضافة سماد المغنيسيوم لأن هذا العنصر ناقص بالمقارنة مع الأسمدة الخضراء الأخرى.

## الرمزية والاستخدامات

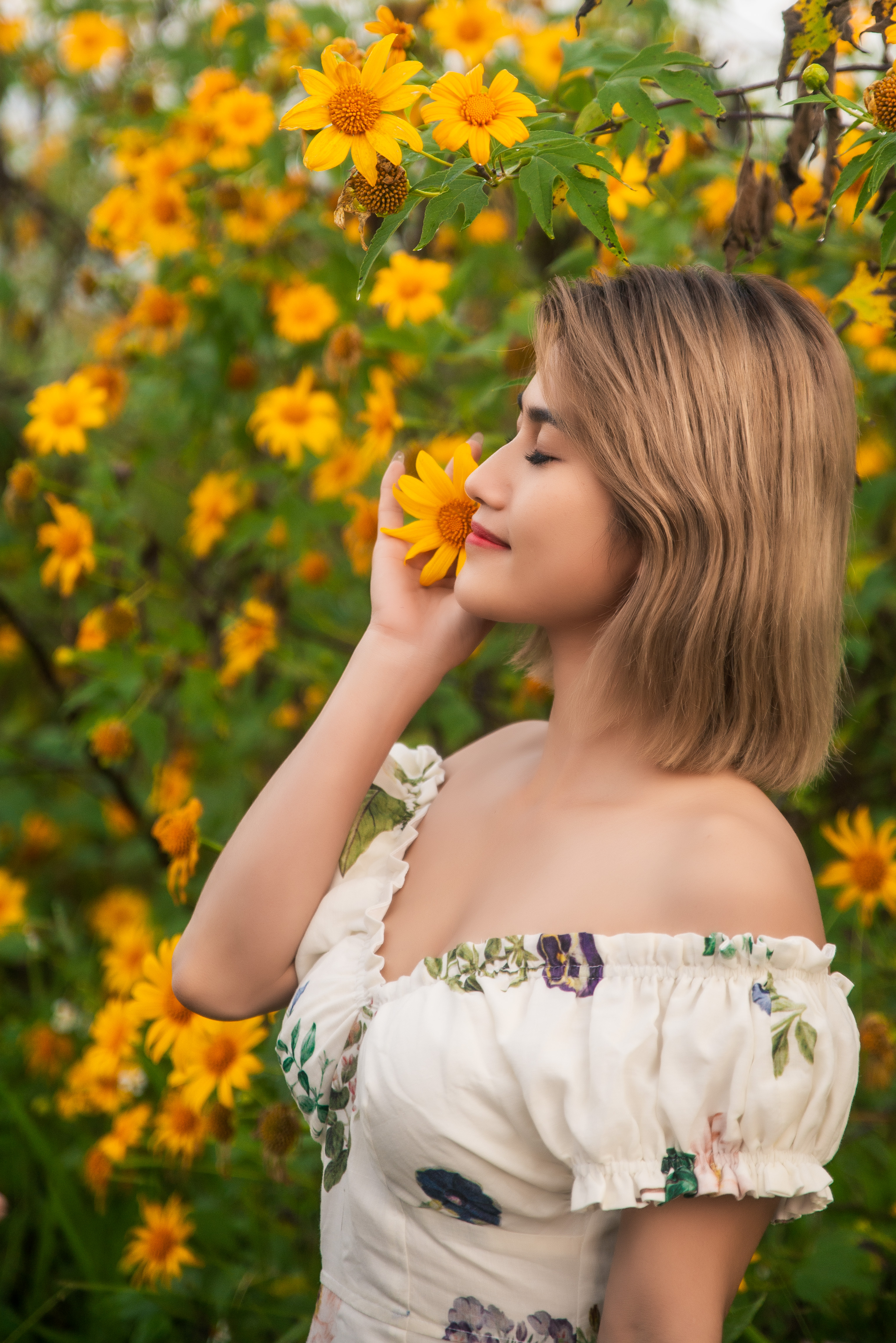
فتاة تحمل زهور شجرة القطيفة (لام دونج، فيتنام).

- في اليابان، وقبيل نهاية فترة ميجي، تم استيرادها لاستخدامها في الزينة رغم أنه نادرًا ما تم زراعتها هناك. وبما أن لها طعمًا مرًا مميزًا، كانت تستخدم لمكافحة الحمى ما يساعد في محاربة التسمم رغم أنها لم تكن تستخدم للأغراض الطبية المباشرة. هناك أيضًا قصة تفيد بأن النبات قد تم تقديمه إلى اليابان بواسطة نيتوب إينازو، ومن هنا جاء اسمها الياباني "زهرة نيتوب الأقحوانية" (ニトベギク؛ Nitobegiku).
- هي الرمز الرسمي لمدينة دالات في فيتنام.
- تباع في الأدوية العشبية في تايوان.
- هي الزهرة الإقليمية لمقاطعة ماي هونغ سون في تايلاند.
- يمكن استخدام النبتة كسماد أخضر للمزارعين. يمكن أيضًا استخدامها كعلف للدواجن، حطب وقود، مكافحة تآكل التربة، ومواد بناء. يتم استخدامها كغطاء عضوي يمكن نشره فوق التربة أو دفنه تحتها. الميزة هنا هي أن استخدام النبات كسماد قد ثبت أنه يزيد من محاصيل الزراعة. تمتلك تيثونيا متنوعة الأوراق القدرة على استعادة الفوسفور بكميات كبيرة في التربة. تحتوي تيثونيا متنوعة الأوراق كسماد على 1.76% نيتروجين (N)، 0.82% فوسفور (P)، و3.92% بوتاسيوم (K). جميع هذه الخصائص أقل في سماد الأبقار، بينما يكون الفوسفور أعلى في سماد الدواجن والخنازير.[31]
- في حقول قصب السكر في شرق أفريقيا، تستخدم أزهارها لجذب الكائنات الحشرية المفيدة كاستراتيجية للسيطرة البيولوجية.[32]